# ديفيد شابمان
ديفيد شابمان (بالإنجليزية: David Chapman)‏ (26 يونيو 1975 - 10 أكتوبر 2017) هو لاعب كرة يد أمريكي.